# Mayer Candelo
Mayer Andrés Candelo García (Cali, 20 de fevereiro de 1977) é um ex-futebolista colombiano que atuava como médio. Atualmente trabalha como técnico do Deportivo Cortuluá, da Colômbia.